# Fundația și Imperiul
Fundația și Imperiul (1952) (titlu original Foundation and Empire) este un roman al autorului de literatură științifico-fantastică Isaac Asimov. Romanul este al doilea din trilogia Fundația, trilogie ce avea să devină ulterior Seria Fundația. Inițial, Asimov a publicat în revista Astounding Science Fiction din SUA cele două părți ale acestui volum in 1945.
Romanul a fost retipărit de multe ori, una dintre reeditări fiind făcută sub titlul "The Man Who Upset the Universe". 

## Intriga

### Prima Parte - Generalul
Povestirea a fost publicată pentru prima dată în numărul din aprilie 1945 al revistei Astounding Science Fiction sub titlul "Dead Hand".
Imperiul Galactic - aflat în plin colaps dar condus de talentatul General Bel Riose - lansează un atac asupra Fundației. Imperiul încă deține mai multe resurse și mai mult personal decât Fundația, iar Riose vrea să profite la maxim de acest avantaj. Devers, un nativ al Fundației, interceptează un mesaj cuprinzând faptele Generalului și merge pe Trantor, încercând să-i înmâneze mesajul Împăratului. Acesta din urmă conchide că Riose reprezintă o amenințare pentru poziția sa și pentru echilibrul Imperiului și îl execută.
Personajele Împăratului Cleon II și al Generalului Bel Riose au la bază două figuri istorice: împăratul roman Iustinian I și generalul său, Belisarie. Istoria lor îi era familiară lui Asimov din romanul lui Robert Graves, Count Belisarius, și din Istoria declinului și a prăbușirii Imperiului Roman a lui Edward Gibbon.

#### Capitole
| - 1. În căutarea magicienilor - 2. Magicienii - 3. Mâna moartă - 4. Împăratul - 5. Începe războiul | - 6. Favoritul - 7. Mita - 8. Spre Trantor - 9. Pe Trantor - 10. Războiul ia sfârșit |

### A doua Parte - Catârul
A doua povestire a apărut pentru prima dată în numerele din noiembrie și decembrie 1945 al revistei Astounding Science Fiction.
Acțiunea se petrece la aproximativ o sută de ani de la evenimentele povestite în prima parte. Imperiul a dispărut, Trantor a fost prădat de o "flotă barbară", singurul lucru rămas fiind un mic stat format din 20 de planete agricole. Majoritatea galaxiei a fost împărțită între regate barbare, rămășițele Imperiului intrând într-o fază accelerată de război civil. Puterea dominantă a galaxiei este acum Fundația, care controlează regiunile prin intermediul rețelei ei comerciale.
Ca răspuns la corupția din sânul Fundației, aproape 30 de planete aflate sub jurisdicția ei - și care se îmbogățiseră în urma comerțului - plănuiesc un război de secesiune. Pe lângă aceasta, apare și o amenințare externă, sub forma Catârului - un mutant care posedă abilitatea de a simți și manipula emoțiile celorlalți, dând naștere terorii sau devotamentului total în rândul victimelor sale. El își folosește talentul pentru a prelua puterea sistemelor independente aflate la granița Fundației, pe care le mână în război împotriva acesteia. Spre supriza și groaza conducătorilor Fundației, ei constată că Seldon nu a prezis existența Catârului.
Cetățenii Fundației Toran și Bayta Darell, împreună cu psihologul Ebling Mis și un bufon refugiat călătoresc pe diferite lumi ale Fundației, ajungând în cele din urmă la Biblioteca Imperială de pe Trantor. Ei vor să ia legătura cu A Doua Fundație, despre care speră că îl poate neutraliza pe Catâr, care o caută și el, la rândul său. Munca epuizantă în sânul Bibliotecii Imperiale se dovedește fatală pentru sănătatea lui Ebling Mis, care este ucis de Bayta înainte de a apuca să le reveleze colegilor săi locația celei de-A Doua Fundații. Femeia își dăduse seama că bufonul era în realitate chiar Catârul, care orchestrase din umbră căutarea lor, folosindu-și puterile psihice și, prin uciderea lui Mis, l-a împiedicat să afle locația celei de-A Doua Fundații, pe care acesta dorea să o distrugă.
Catârul pleacă să domnească peste Fundație și restul noului său imperiu, conștient de existența celei de-A Doua Fundații - o organizație centrată pe psihologie, spre deosebire de științele fizice pe care se baza Prima Fundație. Singurul lucru care mai stă acum între Catâr și conducerea întregii galaxii este A Doua Fundație.

#### Capitole
| - 11. Mire și mireasă - 12. Căpitan și primar - 13. Locotenent și măscărici - 14. Mutantul - 15. Psihologul - 16. Conferința - 17. Vizi-Sonorul - 18. Prăbușirea Fundației | - 19. Începutul căutării - 20. Conspiratorul - 21. Interludiu în spațiu - 22. O moarte pe Neotrantor - 23. Ruinele Trantorului - 24. Convertitul - 25. Moartea unui psiholog - 26. Sfârșitul căutării |

## Personaje
- Bel Riose, ultimul general puternic al Imperiului Galactic ce încearcă să cucerească Fundația

„BEL RIOSE... În cariera sa relativ scurtă, Riose și-a câștigat titlul de „Ultima dintre figurile imperiale", și pe bună dreptate. Un studiu al campaniilor lui ni-l înfățișează ca pe egalul lui Peurifoy prin capacitatea strategică și superior acestuia prin priceperea de a folosi oamenii. Faptul că s-a născut în zilele de declin ale Imperiuhti l-a împiedicat să egaleze rezultatele lui Peurifoy în postura de cuceritor. Cu toate acestea, a avut și el momentul său de măreție când, ca primul dintre Generalii Imperiului care au purtat lupte cu Fundația, a înfruntat-o bărbătește...”
- Ducem Barr, patrician al Siwennei și ostatic al Generalului Riose

- Lathan Devers, neguțător trimis să îl spioneze pe Generalul Riose

- Împăratul Cleon II, ultimul împărat puternic înainte de căderea planetei Trantor

„CLEON AL II-LEA... numit îndeobște «Cel Mare». Ca ultim împărat puternic al Primului Imperiu, el este important prin renașterea artistică și politică ce a avut loc în timpul lungii sale domnii. Literatura romanțată ni-l face cunoscut, totuși, mult mai bine, legându-i numele de cel al lui Bel Riose, deci pentru oamenii simpli rămâne «împăratul lui Riose». Nu trebuie să lăsăm ca evenimentele din ultimul său an de domnie să umbrească patruzeci de ani de...”
- Brodrig, Secretarul particular al lui Cleon II

- Catârul, mutant ce cucerește Fundația și încearcă să formeze un al doilea imperiu

„CATÂRUL: Se cunosc mai puține lucruri despre «Catâr» decât despre oricare alt personaj de importanță comparabilă pentru Istoria Galactică. Numele lui adevărat este necunoscut; despre începuturile activității sale circulă doar presupuneri. Până și perioada lui de cel mai mare renume ne este cunoscută, în principal, grație părerilor dușmanilor săi și, în primul rând, celor ale unei tinere mirese...”
- Toran și Bayta Darell, însoțitori ai Catârului, călătoresc pe Trantor împreună cu acesta și cu Ebling Mis

- Căpitanul Han Pritcher, agent al Fundației, primul ce avea să descopere puterile Catârului

- Primarul Indbur III, Primar al Fundației în timpul cuceririi acesteia de către Catâr

- Ebling Mis, psiholog ce a descoperit locația celei de-a doua Fundații

## Opinii critice
Groff Conklin a descris Fundația și Imperiul' ca "o aventură galactică de calitate [bazată] pe idei științifice și socio-politice de excepție."  De cealaltă parte, Boucher și McComas au criticat volumul, afirmând că "orice persoană familiarizată cu Gibbon, Breasted, sau Prescott nu va găsi idei noi [aici], cu excepția acelor incomprehensibile noțiuni de 'psihoistorie' ale autorului"

## Cinema
La data de 28 iunie 2008 a fost anunțat  că producătorii Bob Shaye și Michael Lynne vor aduce Trilogia Fundația la marele ecran prin intermediul noii lor companii Unique Features. În ianuarie 2009 drepturile de ecranizare au fost vândute prin licitație companiei Columbia care a desemnat ca realizator pe regizorul Roland Emmerich.

## Lista cărților din seria Fundația
- Preludiul Fundației
- Fundația Renăscută
- Fundația
- Fundația și Imperiul
- A doua Fundație
- Marginea Fundației
- Fundația și Pământul

## Traduceri în limba română
- 1993 - Fundația, Ed. Nemira, Colecția "Nautilus" nr. 25, traducere Gabriel Stoian, 272 pag., ISBN 973-9144-79-9
- 2003 - Fundația, Ed. Teora, Colecția SF nr. 47, traducere Gabriel Stoian, 230 pag., ISBN 973-20-0630-7
- 2010 - Fundația. Fundația și Imperiul, Ed. Adevărul, Colecția "Biblioteca Adevărul" nr. 86, traducere Mihai-Dan Pavelescu și Gabriel Stoian, 558 pag., ISBN 978-606-539-237-3